# دارتالاب (سرده)
دارتالاب (Taxodium) سرده‌ای از زیرخانواده دارتالابیان از راسته کاج‌سانان با یک تا سه گونه است که در قاره آمریکای شمالی پراکنده‌اند؛ گونه‌های این سرده تا حد زیادی در برابر زمینهای غرقاب مقاوم هستند و در قسمت‌های شمالی خزان دارند و در بخش جنوبی همیشه‌سبز تا نیمه‌همیشه‌سبزند؛ گیاهان این سرده به شکل درختان بلند به ارتفاع ۳۰ تا ۴۶ متر با تنه‌ای به قطر دو تا سه متر هستند؛ مخروط‌های ماده آنها کروی به قطر دو تا سه‌ونیم سانتی‌متر با ده تا ۲۵ فلس است که هر فلس یک یا دو دانه دارد و هفت تا نُه ماه پس از گرده‌افشانی بالغ و با جدا شدن فلس‌ها آزاد می‌شوند و مخروط‌های نر در خوشه‌هایی آویخته ایجاد می‌شوند و گرده‌های خود را در اوایل بهار آزاد می‌سازند.